# Nathalie Leroy (karaté)
Pour les articles homonymes, voir Leroy et Nathalie Leroy.
Nathalie Leroy est une karatéka française née le 11 décembre 1973 à Menton. Elle est surtout connue pour avoir remporté l'épreuve de kumite individuel féminin moins de 60 kilos aux championnats d'Europe de karaté 2001 et aux championnats du monde de karaté 2002 ainsi que l'épreuve kumite par équipe féminin aux championnats d'Europe de karaté 2000, aux championnats du monde de karaté 2000 et aux championnats d'Europe de karaté 2002.Après avoir terminé sa carrière, Nathalie a décidé d'ouvrir une salle de karaté.

## Résultats
| Résultat           | Date          | Épreuve                   | Catégorie | Compétition                | Ville hôte                         |
| ------------------ | ------------- | ------------------------- | --------- | -------------------------- | ---------------------------------- |
| Médaille d'argent  | Mai 1997      | Kumite individuel - 60 kg | Seniors   | Championnats d'Europe 1997 | Santa Cruz de Tenerife, en Espagne |
| Médaille d'argent  | 1998          | Kumite individuel - 60 kg | Seniors   | Championnats du monde 1998 | Rio de Janeiro, au Brésil          |
| Médaille de bronze | Mai 2000      | Kumite individuel open    | Seniors   | Championnats d'Europe 2000 | Istanbul, en Turquie               |
| Médaille d'or      | Mai 2000      | Kumite par équipe         | Seniors   | Championnats d'Europe 2000 | Istanbul, en Turquie               |
| Médaille d'argent  | Octobre 2000  | Kumite individuel open    | Seniors   | Championnats du monde 2000 | Munich, en Allemagne               |
| Médaille d'or      | Octobre 2000  | Kumite par équipe         | Seniors   | Championnats du monde 2000 | Munich, en Allemagne               |
| Médaille d'or      | Mai 2001      | Kumite individuel - 60 kg | Seniors   | Championnats d'Europe 2001 | Sofia, en Bulgarie                 |
| Médaille de bronze | Mai 2002      | Kumite individuel - 60 kg | Seniors   | Championnats d'Europe 2002 | Tallinn, en Estonie                |
| Médaille de bronze | Mai 2002      | Kumite individuel open    | Seniors   | Championnats d'Europe 2002 | Tallinn, en Estonie                |
| Médaille d'or      | Mai 2002      | Kumite par équipe         | Seniors   | Championnats d'Europe 2002 | Tallinn, en Estonie                |
| Médaille d'or      | Novembre 2002 | Kumite individuel - 60 kg | Seniors   | Championnats du monde 2002 | Madrid, en Espagne                 |
| Médaille d'argent  | Novembre 2004 | Kumite individuel - 60 kg | Seniors   | Championnats du monde 2004 | Monterrey, au Mexique              |